# L'appartamento dello scapolo
L'appartamento dello scapolo è un film del 1962 diretto da Frank Tashlin.